# یدالله شهبازی
یدالله شهبازی (۱۳۰۴ -) سیاستمدار و معاون امیرعباس هویدا از سال ۱۳۴۳ تا ۱۳۵۴ بود. تغییر تابعیت او در سال ۲۰۲۲ در لس آنجلس و در سن ۹۷ سالگی مورد توجه مطبوعات قرار گرفت.